# Жарі (річка)
Жарі (порт. Rio Jari) — річка у північно-східній частині Південної Америки на північному сході Бразилії в штатах Пара та Амапа; ліва притока Амазонки. Належить до водного басейну Атлантичного океану.

## Географія
Річка починає свій витік на схилах гірського хребта Тумукумаку, в східній частині Гвіанського нагір'я на кордоні із Суринамом. Тече у південно — південно-східному напрямку кордоном штатів Пара та Амапа. Впадає у річку Амазонку, з лівого берега
Довжина річки становить близько 790 км, за іншими даними 694 км.
Живлення дощове. Період повені триває із жовтня по квітень-травень.

## ГЕС
На річці розташовано ГЕС Санту-Антоніу-ді-Жарі.

## Притоки
Річка Жарі на своєму шляху приймає воду значної кількості приток, найбільші із них (від витоку до гирла):
- Мапаоні (ліва притока, ~128 км)
- Шимім-Шимім (ліва, ~92 км)
- Курапі (ліва, ~109 км)
- Куларі (ліва, ~138 км)
- Кук (ліва, ~180 км)
- Мапірі (ліва, ~170 км)
- Іпітінґа (права, ~310)
- Карекуру (права, ~78)
- Ноукоуру (ліва, ~95)
- Іратапуру (ліва, ~225 км)
- Каракару (права, ~92 км)

## Населенні пункти
На берегах річки розташовані населенні пункти: Моунт Доурадо, Лоран'ял-де-Жарі.